# Макишев, Турсынбек Шамбулович
Макишев Турсынбек Шамбулович (5 октября, 1969 года; Карагандинская область, поселок Жезды) — проходчик подземного участка рудника «Западный» филиала ТОО «Корпорация Казахмыс», Герой Труда Казахстана (2019).

## Биография
Турсынбек Макишев родился 5 октября 1969 года, в поселке Жезды, Карагандинской области. Отец, Макишев Шамбыл, герой Великой Отечественной войны, мать Искакова Дарибала (тыловик). С 1976 года по 1979 года проучился 3 года в средней школе № 5 поселка Жезды. В 1979 году семья переехала в город Никольский. В 1984 году окончил ПТУ № 108 г. Сатпаева по специальности «сварщик» и Многопрофильный техникум в г. Караганда. В 1987—1989 годах служил в армии ВС СССР Германии. Трудовую деятельность начал в 1990 году сварщиком ПО «ДГМК». В 1993 году был переведен на шахту № 57 ВЖР, где ответственно выполнял возложенные на него обязанности шеф-слесаря на производственном участке № 5 в бригаде известного орденоносца Виктора Архипова. С 2002 года и по сегодняшний день трудится бригадиром проходческого участка шахты № 73 / 75 рудника «Западный».

## Награды и премии
- 2016 год — Медаль «Шахтерская слава» 3-й степени;
- 2018 год — Медаль «Шахтерская слава» 2-й степени, Медаль «За трудовое отличие» (Казахстан);
- 2019 год — Звание «Герой Труда Казахстана» с вручением знака особого отличия Золотая Звезда и ордена Отан (2019);
- 2020 год — Медаль «Шахтерская слава» 1-й степени;
- 2021 год — Медаль «30 лет независимости Республики Казахстан»;

## Семья
Женат, имеет троих детей. Супруга, Макишева Эльмира Иосифовна, работает методистом в ГУ «Отдел образования г. Сатпаев». Старший сын, Макишев Айдос, создал семью и растит двоих детей. Дочь, Макишева Дамира, окончила университет КАЗГЮУ имени М. С. Нарикбаева, факультет «Юриспруденция». Младший сын, Шамбыл Абильмансур, учащийся КГУ "СПЕЦИАЛИЗИРОВАННАЯ ШКОЛА «ӨРКЕН».